# اسنودونیا
اسنودونیا 
(به ویلزی: Eryri)، و (به انگلیسی: Snowdonia)، منطقهٔ سرسبزی در شمال ویلز و یک پارک ملی به پهنای ۲۱۳۰ کیلومترمربع (۸۲۳ مایل مربع) در ویلز است. این پارک ملی نخستین از سه پارک ملی در ولز بود که به این عنوان در سال ۱۹۵۱ نامزد و برگزیده‌شد.